# Eptacloro
L'eptacloro o heptachlor è un insetticida organoclorurato. Rientra tra i composti classificati come inquinanti organici persistenti, pertanto il suo uso è proibito in molti paesi.
La sua DL50 è 40-162 mg/kg (nei ratti per via orale). Una dose giornaliera di 50-100 mg/kg sui ratti è stata letale dopo 10 giorni.
L'International Agency for Research on Cancer (IARC), l'ha classificato come "possibile cancerogeno umano" (classe 2B), stessa cosa per l'United States Environmental Protection Agency (EPA).